# خوسيه أنطونيو كازانوفا
خوسيه أنطونيو كازانوفا (بالإسبانية: José Antonio Casanova)‏ هو لاعب كرة قاعدة كولومبي، ولد في 18 فبراير 1918 في ماراكايبو في فنزويلا، وتوفي في 8 يوليو 1999 في ماراكاي في فنزويلا.